# Semiothisa praenotata
Semiothisa praenotata är en fjärilsart som beskrevs av Adrian Hardy Haworth 1809. Semiothisa praenotata ingår i släktet Semiothisa och familjen mätare. Inga underarter finns listade i Catalogue of Life.